# Paganico (Capannori)
Paganico è una piccola frazione del comune italiano di Capannori, situata a circa 8 km ad est di Lucca in Toscana. Il paese è di origine molto antica come attestano molti documenti conservati nell'archivio arcivescovile ed in quello statale di Lucca, l'Ambrosini ricorda che di Paganico si parlava già in documenti del sec. VIII.

## Geografia fisica
Paganico è localizzato nell'area centro-orientale del comune capannorese. A nord confina con Capannori Centro, a ovest con Tassignano, a sud con Colognora di Cómpito e ad est con il comune di Porcari.

## Storia
Pur essendo già stato probabilmente abitato in epoca romana, Paganico sorse intorno all’anno 1000 in un’area per lo più paludosa, come piccolo insediamento rurale posto sotto l'egida dei feudatari lucchesi. La storia di questo paese in generale segue le vicende del comune di appartenenza e delle sue numerose frazioni.

## Monumenti e luoghi d'interesse
- A Paganico si trova la chiesa di Santa Maria Assunta, menzionata a partire dall'XI secolo, quando una prima comunità stabile si insediò nel territorio circostante.

- In estate l'area ricreativa del paese ospita la ormai celebre Sagra del Tagliarino. Il tagliarino è un tipo di pasta della tradizione lucchese.

## Infrastrutture e trasporti
Il paese è raggiungibile tramite la Via Romana, arteria stradale che collega Lucca e Porcari. Dal territorio di Paganico passa l'autostrada Firenze-Mare ed è proprio questa frazione ad ospitare l'uscita autostradale di Capannori, la quale è ben collegata sia con la zona industriale di Carraia e Tassignano, sia con quella di Porcari.